# Vetala

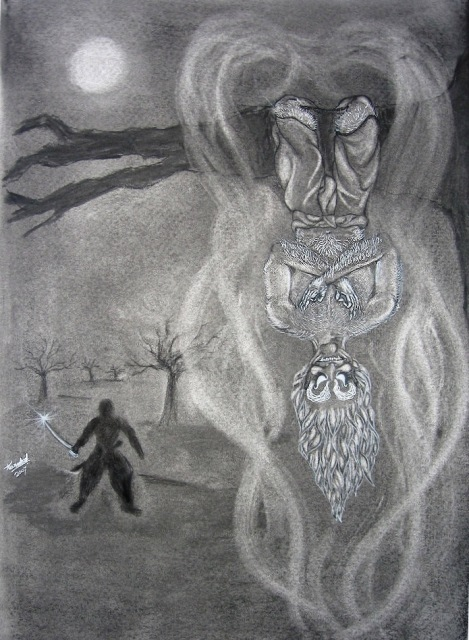
Een vetala hangt aan een boom

Een vetala of wetāla (Sanskriet: वेताल, ook wel baital, betal, vetâla of vetal) is een mythisch wezen uit de hindoeïstische mythologie. Het wezen heeft overeenkomsten met de vampier.
Een vetala spookt op begraaf- en crematieplaatsen en bij ossaria. Het wezen hangt vaak (als een vleermuis) omgekeerd aan een boom, zoals de waringin.
De vetala is een geest, deze geest bewoont een kadaver. Het wezen gebruikt het lichaam om te bewegen, maar kan dit op ieder gewenst moment verlaten. De vetala is ondood en zit in de schemerzone tussen leven en het hiernamaals. 
De wezens kunnen mensen gek maken, ze doden kinderen en zorgen voor miskramen. Overigens bewaken zij ook hun eigen dorpen. Een vetala weet alles van het verleden, het heden en de toekomst en ze hebben inzicht in de menselijke natuur. Om deze reden worden vetalas door tovenaars, heksen en dodenbezweerders gezocht; ze willen het wezen tot slaaf maken om zo van hun helderziendheid gebruik te kunnen maken.
Om een vetala af te weren kan men heilige mantras chanten. Om een vetala te bevrijden moet men de juiste begrafenisrituelen uitvoeren. 
In de stad Poona in India ligt “Vetal Hill” (het hoogste punt van deze stad), genoemd naar de tempel voor de Vetala.